# Singularsuccession
Singularsuccession är en juridisk term för efterträdande i enstaka rättsförhållande. Detta betyder, i motsats till
universalsuccession, att vissa särskilda rättigheter eller förpliktelser övergår från en person till en annan. 
Mottagaren kan komma i bättre ställning med avseende på den övergångna rättigheten än "givaren" hade.  God tro hos den, till vilken rättigheten övergått, ger nämligen i många fall en sådan förmån.
Principiellt är singularsuccession möjlig endast i fråga om rättsförhållanden på förmögenhetsrättens område, däremot inte i fråga om familjerättens eller den offentliga rättens rättigheter och skyldigheter. En äganderätt, ett patent, en fordran eller skuld på visst belopp i pengar eller viss mängd varor kan sålunda byta subjekt (övertas av annan person), medan däremot varken en makes äktenskapliga rättigheter eller de medborgerliga rättigheterna och skyldigheterna låter sig överflyttas till nytt subjekt. 
Också förmögenhetsrättigheter kan ha sådan rent personlig karaktär, att de inte kan övergå till annan, exempelvis vissa undantagsförmåner, skadeståndsanspråk på grund av ärekränkning och liknande.  
Singularsuccession i en rättighet försiggår genom frivillig avhändelse, så kallad överlåtelse (försäljning, bortbytande, gåva), eller också genom en tvångsåtgärd, såsom exekutiv auktion, utövande av lösningsrätt, förverkande.  Ännu ett slag av sådan succession är den, som inträder i och med den berättigades död ("mortis causa") med stöd av en hans förut avgivna viljeförklaring (företrädesvis testamente). 
Singularsuccession i en förpliktelse förutsätter i regel överenskommelse mellan såväl den hittillsvarande och den nyinträdande gäldenären som ock borgenären; endast undantagsvis tillåts sådan succession utan borgenärens medverkan.
Uttrycket singularsuccession begagnas någon gång (oftare i utländsk juridik än i svensk) även om upplåtelse av rättighet, fastän genom densamma inte en rättighet övergår från en person till en annan, utan en ny (mera begränsad) rättighet stiftas. 